# Тархани (Батиревський район)
Тарха́ни (рос. Тарханы, чув. Турхан) — село у складі Батиревського району Чувашії, Росія. Адміністративний центр Тарханського сільського поселення.
Населення — 1037 осіб (2010; 1087 у 2002).
Національний склад:
- чуваші — 91 %